# اوا نوا
اوا نوا (انگلیسی: Eva Nová) یک فیلم در ژانر فیلم شنیدنی به کارگردانی مارکو اشکوپ است که در سال ۲۰۱۵ منتشر شد. این فیلم به عنوان نماینده اسلواکی به هشتاد و نهمین دوره جوایز اسکار معرفی شد، اما نتوانست در بین نامزدان قرار بگیرد.

## داستان
اوا که چند دهه قبل هنرپیشه معروفی بوده‌است هر کاری می‌کند تا محبت پسرش را که از همه بیشتر به او آسیب زده، دوباره به دست آورد و گذشته را جبران کند.